# Vindblæs
Vindblæs is een plaats in de Deense regio Noord-Jutland, gemeente Vesthimmerland. De plaats telt 223 inwoners (2008).